# Анаграма
Анаграма е вид игра на думи, състояща се в пренареждане на буквите от дума или фраза така, че да се образува нова дума или фраза, като всяка буква от оригинала се използва само веднъж.
Ако използваме термините на комбинаториката, анаграма е дума или фраза, образувана от буквите на друга дума или фраза чрез пермутация. Технически погледнато, всяка дума или фраза, която повтаря еднозначно буквите от друга дума или фраза, е анаграма. Например бира = риба, кавалер = акварел и т.н.
От тази дефиниция следва, че палиндромът е частен случай на анаграма с допълнително ограничение върху подредбата на буквите.
Анаграмите са в основата на множество игри и главоблъсканици, а също така са често използвани за артистични псевдоними. Така Франсоа Рабле използва псевдонима Алкофрибас Назие (François Rabelais = Alcofribas Nasier).